# Wybory prezydenckie w Korei Południowej w 2025 roku
Wybory prezydenckie w Korei Południowej w 2025 roku – przedterminowe wybory prezydenckie, przeprowadzone 3 czerwca, mające wyłonić następcę Yoon Suk-yeola. Pierwotnie wybory miały odbyć się w 2027 roku, jednak zostały przyśpieszone po tym, jak prezydent został odsunięty od władzy na skutek impeachmentu. Wybory zakończyły się zwycięstwem Lee Jae-myung, który zdobył 49,42% głosów.
W Korei Południowej prezydent wybierany jest na jedną 5-letnią kadencję, bez organizowania II tury. Podczas kampanii pojawiły się głosy, by zreformować system, skracając kadencję i umożliwić reelekcję.

## Tło
3 grudnia 2024 roku o godzinie 22:27 prezydent Yoon Suk-yeol ogłosił wprowadzenie stanu wojennego, powołując się na zagrożenie ze strony sabotażystów powiązanych z Koreą Północną. Zgodnie z prawem na czas stanu wojennego zostaje zawieszona wolność mediów i działanie partii politycznych. Koreańska opinia publiczna oraz zagraniczne media uznały decyzję prezydenta za próbę legalnego zamachu stanu. W nocy część parlamentarzystów zdołała dostać się do budynku parlamentu i odwołać decyzję prezydenta, a także rozpocząć procedurę impeachmentu.
Yoon Suk-yeol został odsunięty od władzy 14 grudnia, a 4 kwietnia decyzja parlamentu została potwierdzona przez Trybunał Konstytucyjny.

## Wyniki

Wyniki na poziomie powiatów

## Wyniki[7]
| Kandydat       | Partia                     | Wynik         | Wynik  |
| Kandydat       | Partia                     | Liczba Głosów | %      |
| -------------- | -------------------------- | ------------- | ------ |
| Lee Jae-myung  | Partia Demokratyczna       | 17 287 513    | 49,42% |
| Kim Moon-soo   | Partia Władzy Ludowej      | 14 395 639    | 41,15% |
| Lee Jun-seok   | Partia Reform              | 2 917 523     | 8,34%  |
| Kwon Yeong-guk | Demokratyczna Partia Pracy | 344 150       | 0,98%  |
| Song Jin-ho    | Niezależny                 | 35 791        | 0,1%   |
| Łącznie        | Łącznie                    | 34 980 616    | 100%   |